# M-DISC
M-DISC (Millennial Disc) es una tecnología de disco óptico de una sola escritura lanzada en 2010 por Millenniata, Inc. y está disponible como discos DVD y Blu-ray.

## Descripción
El diseño del M-DISC tiene como objetivo proporcionar una mayor longevidad de los medios de almacenamiento. Millenniata afirma que las grabaciones de DVD M-DISC almacenadas correctamente durarán mil años. El M-DISC DVD tiene el aspecto de un disco estándar, excepto que es ligeramente más grueso y casi transparente.

## Historia
La empresa desarrolladora del M-DISC, Millenniata, Inc., fue cofundada por los profesores de la Universidad Brigham Young, Barry Lunt y Matthew Linford, junto con el CEO Henry O'Connell y el CTO Doug Hansen. La empresa se constituyó el 13 de mayo de 2010 en American Fork (Utah).
Millenniata, Inc. se declaró oficialmente en bancarrota en diciembre de 2016. Bajo la dirección del CEO Paul Brockbank, Millenniata había emitido deuda convertible. Cuando no se cumplió la obligación de conversión, la empresa incumplió el pago de la deuda y los tenedores de la misma tomaron posesión de todos los activos de la empresa. Posteriormente, los deudores crearon una nueva empresa, Yours.co, para vender M-DISC y servicios relacionados.

## Tecnología de los materiales
Mientras que las propiedades exactas de M-DISC son un secreto comercial, las patentes que protegen la tecnología M-DISC afirman que la capa de datos es un "carbono vítreo" y que el material es sustancialmente inerte a la oxidación y tiene un punto de fusión entre 200 y 1000 °C. El M-DISC utiliza una sola capa de grabación inorgánica, la cual es prácticamente inerte al oxígeno, pero requiere un láser de mayor potencia. El DVD M-DISC no requiere de una capa reflectante. Así, tanto el M-DISC como el BD-R inorgánico alteran físicamente la capa de grabación, quemando o marcando un orificio permanente en el material, en lugar de cambiar el color de un tinte. Además del deterioro físico, el fallo de la capa reflectante, acompañado de la degradación de la capa de datos, son los principales motivos de averías de todos los discos grabables ópticamente.

## Afirmaciones sobre la durabilidad
Según Millenniata, la División de Armas del Centro de Guerra Aérea Naval del Departamento de Defensa de Estados Unidos encontró que los DVD M-DISC son mucho más duraderos que los DVD convencionales. "Los discos fueron sometidos a las siguientes condiciones de prueba en la cámara ambiental: 85 °C, 85% de humedad relativa (condiciones especificadas en el ECMA-379) y luz de espectro completo".
Según una prueba de envejecimiento acelerado del Laboratorio Nacional de Metrología y Pruebas de Francia a 90 °C y 85% de humedad, los DVD+R con capa de grabación inorgánica como los M-DISC seguían siendo legibles después de 250 horas, aunque con una tasa de error superior al umbral, y se calificaron como "menos de 250 horas", equivalente a las ofertas de la competencia. El rendimiento fue: mejor que el de varias marcas de DVD que utilizan tintes orgánicos, donde los discos no siempre eran legibles después de 250 horas; ligeramente inferior al de otra marca que logró un menor error de lectura y fue calificado como "250 horas"; mucho menos que la tecnología de DVD de vidrio (Syylex) que fue calificada como "más de 1000 horas".

## Soporte comercial
Los discos grabados son legibles en las unidades convencionales. Las capacidades de grabación disponibles son similares a las de otros medios ópticos, desde 4,7 GB DVD-R hasta 25 GB, 50 GB BD-R y 100 GB BD-XL.
Debido a su translucidez (ausencia de una capa reflectante), los primeros DVD M-DISCs tenían dificultad para distinguir la cara grabable del disco, por lo que se añadió color para diferenciar las caras y hacer que se pareciera al coloreado de los DVD estándar.
LG Electronics, Asus, Pioneer y Lite-On producen unidades que pueden grabar medios M-DISC. Ritek produce los discos Blu-ray M-DISC, vendidos bajo las marcas Ritek y M-DISC. Verbatim produce discos de marca compartida, comercializados como "Verbatim M-DISC".